# Directiva Seveso II
La Unió Europea (UE) va adoptar, al 9 de desembre de 1996, l'anomenada directiva «Seveso II» (Directiva 96/82/CE del Consell), que obliga els països de la unió a identificar les zones industrials amb riscos i a adoptar les mesures apropiades per a prevenir els accidents greus en els quals estiguin implicades substàncies perilloses i limitar les seves conseqüències per a l'home i per al medi ambient. L'objectiu d'aquesta directiva és garantir alts nivells de protecció a tota la Unió Europea.

## Acte
Aquesta directiva, anomenada «Seveso II», va substituir l'antiga Directiva 82/501/CEE o « Seveso I» (pel desastre de Seveso) i és prèvia a la Directiva Seveso III. L'àmbit d'aplicació de la nova directiva amplia i simplifica l'anterior al mateix temps. S'aplica a tots els establiments en què hi hagi presència de substàncies perilloses o en els quals aquestes es puguin generar, en cas d'accident, en quantitats iguals o superiors als llindars indicats. Queden exclosos del camp d'aplicació de la directiva :
- Les instal·lacions militars
- Els perills lligats a les radiacions ionitzants
- El transport de substàncies perilloses per carretera, ferrocarril, via navegable interior i marítima o aèria
- El transport de substàncies perilloses per canalitzacions que es trobin fora dels establiments a què es refereix aquesta directiva
- L'explotació de minerals, llevat de les operacions de tractament químic i tèrmic i l'emmagatzematge vinculat a aquestes operacions que comporten la presència de substàncies perilloses
- Les activitats d'exploració i explotació de minerals en enclavaments ;
- Els abocadors de residus .

## Obligacions de les empreses industrials
Els Estats membres han de vetllar perquè l'empresa industrial:
- Adopti totes les mesures necessàries per a la prevenció d'accidents greus i limitar-ne les conseqüències per a les persones i el medi ambient
- Demostri, en qualsevol moment, a l'autoritat competent, que ha pres totes les mesures necessàries previstes per la directiva .

A més, la directiva estableix l'obligació de presentar una notificació d'acord amb el principi pel qual seria il·legal que les empreses estiguessin en possessió d'una gran quantitat de substàncies perilloses sense advertir a les autoritats competents en els terminis previstos per la directiva. Aquesta notificació ha de comprendre les indicacions següents :
- Nom de l'industrial i adreça de l'establiment
- Domicili social de l'industrial
- Nom o càrrec del responsable de l'establiment
- Informació suficient per identificar les substàncies perilloses o la categoria de substàncies de què es tracti
- Quantitat i forma física de la substància o substàncies perilloses de què es tracti
- Activitat exercida o prevista en la instal·lació a la zona d'emmagatzematge
- Entorn immediat de l'establiment .

En el cas que es modifiqui la situació (tancament definitiu de l'establiment, per exemple), l'industrial ha d'informar immediatament a l'autoritat competent .
Els Estats membres han de vetllar també perquè :
- L'industrial redacti un document en el qual es defineixi la seva política de prevenció d'accidents greus
- Aquesta política s'apliqui correctament .
- L'industrial presenti un informe de seguretat: prevenció d'accidents, sistema de gestió de la seguretat, limitar les conseqüències, inventari actualitzat de les substàncies perilloses, etc.
- Aquest informe s'ha de revisar cada cinc anys.

A més, els Estats membres han de tenir en compte la necessitat de garantir a llarg termini el manteniment o la fixació de distàncies adequades entre els establiments i les zones d'habitatges. Les persones que es puguin veure afectades per un accident greu han de rebre la informació sobre les mesures de seguretat que s'han de prendre i sobre el comportament que s'ha d'adoptar en cas d'accident. També que els informes de seguretat estiguin a disposició del públic .

## Inspecció
Les autoritats competents han de tenir l'obligació d'organitzar un sistema d'inspeccions que garanteixi que:
- L'industrial ha pres totes les mesures necessàries per a la prevenció d'accidents i la limitació de les seves conseqüències
- L'informe de seguretat és correcte i complet
- El públic ha estat informat

## Prohibició d'explotació
Els Estats membres prohibiran l'explotació o la posada en explotació de qualsevol establiment, instal·lació o zona d'emmagatzematge si les mesures adoptades per l'industrial per a la prevenció d'accidents són insuficients. Els Estats membres podran prohibir també l'explotació si l'explotador no ha presentat en el termini fixat :
- La notificació
- Els informes
- Altra informació exigida per la directiva

## Informació que ha de facilitar l'industrial després d'un accident greu i resposta de les autoritats competents
Després d'un accident greu, l'industrial haurà de:
- Informar les autoritats competents
- Comunicar les circumstàncies de l'accident, les substàncies perilloses que han intervingut en el mateix, les dades disponibles per avaluar els efectes de l'accident en les persones i el medi ambient i les mesures d'emergència adoptades
- Informar-los de les mesures previstes per a pal·liar els efectes de l'accident i evitar que l'accident es repeteixi
- Actualitzar les dades relatives a l'accident

Les autoritats competents han de:
- Assegurar-se que s'adoptin les mesures d'emergència
- Recollir la informació necessària per a una anàlisi completa de l'accident
- Assegurar-se que l'industrial prengui les mesures pal·liatives necessàries
- Formular recomanacions sobre futures mesures de prevenció